# Eduardo Espinosa y Prieto
Eduardo Espinosa y Prieto (* 1910; † 23. August 1966) war ein mexikanischer Botschafter.

## Leben
Am 23. September 1937 war Eduardo Espinosa y Prieto Sekretär dritter Klasse an der Botschaft in Havanna akkreditiert. Zu dieser Zeit hatten nur die Regierungen der USA, Spaniens und Mexikos diplomatische Beziehungen zur Regierung in Kuba.
Die Vollversammlung der Vereinten Nationen empfahl mit der Resolution 944 am 15. Dezember 1955, dass die Regierung des Vereinigten Königreichs, in Beratung mit dem Plebiszit-Kommissar die Abhaltung eines Plebiszits durchführt, um zu ermitteln, ob die Bevölkerung des Britisch-Togoland selbständig werden möchte oder mit der damaligen Goldküste den Staat Ghana bilden wollte. Zum Plebiszit-Kommissar für die Abstimmung am 9. Mai 1956 wurde Eduardo Espinosa y Prieto bestellt.
Ab 15. August 1965 war Eduardo Espinosa y Prieto bei den Regierungen von Ägypten, Algerien und Saudi-Arabien akkreditiert. Sein Botschaftssitz war in Kairo, er starb, nach dem er in das Hospital Dar el-Shifa eingeliefert worden war, an einer Herzkrankheit.

## Veröffentlichungen
- Una Desorientación Occidental, Tezontle, 1951
- Doctrina de la diplomacia mexicana, 24 S., 1954
- Misión de México ante las Naciones Unidas, 1959
- El colonialismo ante la evolución mundial,  1960

| Vorgänger                            | Amt                                                                                          | Nachfolger                      |
| ------------------------------------ | -------------------------------------------------------------------------------------------- | ------------------------------- |
| Primo Villa Michel                   | Geschäftsträger am mexikanischen Konsulat in Shanghai 22. Dezember 1941 bis 1. November 1942 | Miguel Ángel Menéndez Reyes     |
| José María Ortiz Tirado              | Mexikanischer Botschafter in Bogota 2. Juni 1948 bis 30. Juli 1949                           | Mariano Armendáriz del Castillo |
| Salvador Alva Cejudo                 | Mexikanischer Botschafter in Warschau 11. Oktober 1960 bis 16. Oktober 1965                  | Delfín Sánchez Juárez           |
| Jorge Castañeda y Álvarez de la Rosa | Mexikanischer Botschafter in Kairo 15. August 1965 bis 23. August 1966                       | Manuel de Aráoz Herrasti        |
| Jorge Castañeda y Álvarez de la Rosa | Mexikanischer Botschafter in Algier 15. August 1965 bis 23. August 1966                      | Manuel de Aráoz Herrasti        |
| Jorge Castañeda y Álvarez de la Rosa | Mexikanischer Botschafter in Riad 15. Oktober 1965 bis 23. August 1966                       | Manuel de Aráoz Herrasti        |